# 八幡池 (坂祝町)
八幡池（はちまんいけ）は、岐阜県加茂郡坂祝町深萱にあるため池である。2010年（平成22年）3月25日に農林水産省のため池百選に選定された。

## 概要
ため池としての造成は不詳であるが湖畔の丘に1713年（正徳3年）建立の八幡神社があり、その頃には造られたと考えられている。
幾度か改修されたが、1891年（明治24年）10月28日に濃尾地方で発生した、濃尾地震で堰堤が崩壊し大改修が行われた。近年では1936年（昭和11年）の改修の歴史があり、現在の形となっている。
従来は雨水や伏流水で貯水していたが木曽川用水からも取水し、農地45haの灌漑を行っている。

## 自然
コイ、フナ、ウナギ、タニシ、バカガイ等が生息し、湖畔には、ツリガネニンジン、ショウジョウバカマ、リンドウ、モウセンゴケ等の植物が自生している。
地域では「深萱ふるさと保全隊」や「岐阜県可茂農林事務所」が主体となって、生態系の調査や外来魚の駆除活動を行っている。

## アクセス

### 道路
- 岐阜県道345号坂祝関線

### 公共交通機関
- 高山本線坂祝駅下車